# Fernando Canales Clariond
Pour les articles homonymes, voir Canales (homonymie).
Fernando Canales Clariond né le 21 juillet 1946 à Monterrey, Nuevo León, Mexique. Il est un politicien mexicain. Il fut le gouverneur de l'État de Nuevo León entre 4 octobre 1997 et 13 janvier 2003,.